# Sven-Erik Danielsson
Sven-Erik Oskar Danielsson (* 3. Februar 1960 in Dala-Järna) ist ein ehemaliger schwedischer Skilangläufer.

## Werdegang
Danielsson, der für den Dala-Järna IK startete, gewann bei den Juniorenweltmeisterschaften 1979 in Mont Sainte-Anne die Silbermedaille mit der Staffel und belegte bei den Olympischen Winterspielen 1980 in Lake Placid den 18. Platz über 15 km. In der Saison 1980/81 wurde er in Kastelruth und in Falun jeweils Dritter und in Oslo Zweiter mit der Staffel. In der Saison 1981/82 holte er mit dem 16. Platz über 50 km in Lahti und den 14. Rang über 30 km in Falun seine ersten Punkte im offiziellen Weltcup und lief bei den nordischen Skiweltmeisterschaften 1982 in Oslo auf den fünften Platz mit der Staffel. In der folgenden Saison erreichte er mit dem vierten Platz über 15 km in Reit im Winkl seine beste Einzelplatzierung im Weltcup und errang abschließend den 21. Platz im Gesamtweltcup. Bei den Olympischen Winterspielen 1984 in Sarajevo kam er auf den 15. Platz über 15 km. In der Saison 1984/85 lief er im Weltcup fünfmal unter den ersten Zehn und erreichte mit dem 11. Platz im Gesamtweltcup sein bestes Gesamtergebnis. Zudem holte er am Holmenkollen mit der Staffel seinen einzigen Weltcupsieg. Im folgenden Jahr lief er in Oslo auf den dritten Platz mit der Staffel und im Januar 1991 in Minsk auf den zweiten Rang mit der Staffel. Seine letzten Weltcuprennen absolvierte er im März 1997 in Falun, die er auf dem 69. Platz über 15 km klassisch und auf dem 14. Rang mit der Staffel beendete. Bei den schwedischen Meisterschaften siegte er in den Jahren 1984, 1986, 1989 und 1990 mit der Staffel von Dala-Järna IK. Im Jahr 1995 gewann er den Wasalauf.

## Teilnahmen an Weltmeisterschaften und Olympischen Winterspielen

### Olympische Spiele
- 1980 Lake Placid: 18. Platz 15 km
- 1984 Sarajevo: 15. Platz 15 km

### Nordische Skiweltmeisterschaften
- 1982 Oslo: 5. Platz Staffel

## Weltcup-Gesamtplatzierungen
| Saison  | Platz | Punkte |
| ------- | ----- | ------ |
| 1981/82 | 47.   | 12     |
| 1982/83 | 21.   | 35     |
| 1983/84 | 34.   | 19     |
| 1984/85 | 11.   | 62     |
| 1985/86 | 37.   | 6      |
| 1986/87 | 35.   | 12     |
| 1988/89 | 53.   | 2      |
| 1992/93 | 44.   | 35     |
| 1993/94 | 68.   | 12     |
| 1994/95 | 44.   | 40     |